# Tiedemannia filiformis
Tiedemannia filiformis är en växtart i släktet Tiedemannia och familjen flockblommiga växter. Den beskrevs av Thomas Walter, och fick sitt nu gällande namn av Mary Ann E. Feist och Stephen R. Downie. Arten fördes tidigare till släktet Oxypolis.

## Underarter
Arten har två accepterade underarter, T. filiformis subsp. filiformis och T. filiformis subsp. greenmannii.

## Utbredning
T. filiformis förekommer i Nordamerika, från Texas till sydöstra USA samt på Kuba och Bahamas.